# Grand Prix automobile des Pays-Bas 1953
GP précédent GP suivant
Le Grand Prix des Pays-Bas 1953 (V Grote Prijs van Nederland), disputé sous la réglementation Formule 2 sur le circuit de Zandvoort le 7 juin 1953, est la vingt-sixième épreuve du championnat du monde de Formule 1 courue depuis 1950 et la troisième manche du championnat 1953.

## Contexte avant le Grand Prix

### Le championnat du monde
Le Grand Prix des Pays-Bas constitue la troisième épreuve (et première épreuve européenne) du championnat du monde 1953, disputé pour la deuxième année consécutive sous la réglementation formule 2 (moteurs deux litres atmosphériques) par suite du désengagement des principaux constructeurs de F1 à la fin de la saison 1951. La saison 1953 s'annonce plus ouverte que la précédente (totalement dominée par la Scuderia Ferrari, exception faite des 500 miles d'Indianapolis), la firme Maserati ayant développé (après une longue période de mise au point) une monoplace capable de rivaliser en vitesse pure avec la fameuse Ferrari 500.
Couronné avec six victoires en 1952, Alberto Ascari est à nouveau favori pour le titre; le pilote Ferrari a remporté l'épreuve inaugurale en Argentine après avoir une fois de plus dominé ses coéquipiers. Maserati, qui aligne ici une évolution de son modèle A6GCM, dispose avec Juan Manuel Fangio et José Froilán González de deux pilotes capables de contester la suprématie du champion du monde. Parmi les autres constructeurs (Gordini, Connaught, HWM et Cooper), aucun ne dispose d'une monoplace en mesure d'inquiéter les bolides italiens.

### Le circuit

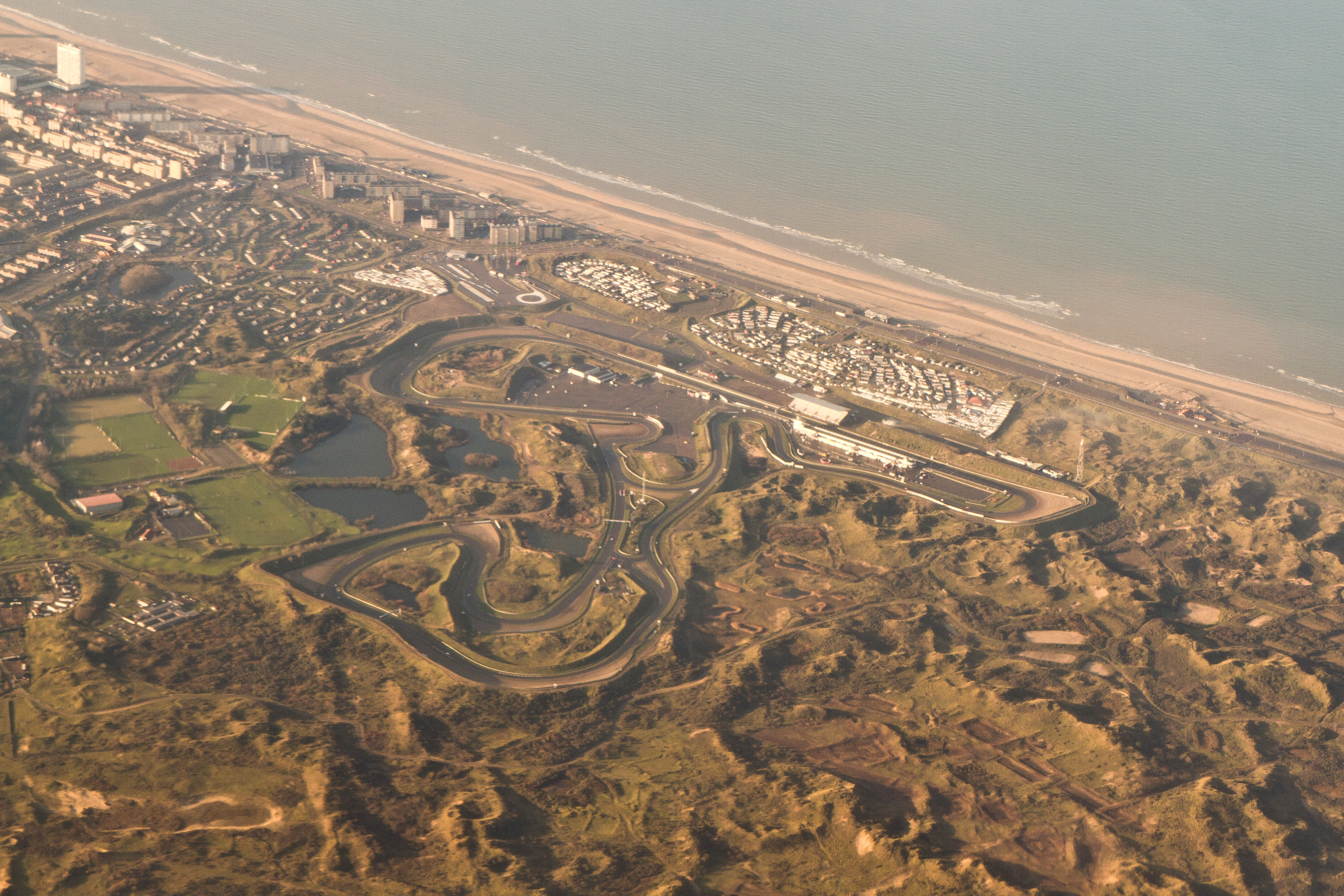
Vue aérienne du circuit de Zandvoort, à quelques kilomètres d'Haarlem.

Le circuit de Zandvoort est situé à quelques kilomètres d'Haarlem, en Hollande-Septentrionale. La piste serpente parmi les dunes, en bord de mer, et la présence de sable peut parfois occasionner quelques déboires aux concurrents, tant au niveau des moteurs (problèmes d'admission) que pour l'adhérence parfois précaire. Inauguré en 1948 (victoire du Prince Bira sur Maserati), le circuit accueille pour la deuxième année consécutive une épreuve du championnat du monde. En 1952, Alberto Ascari (sur Ferrari) avait fixé le record à 137,475 km/h de moyenne.
Pour l'édition 1953, le revêtement de la piste vient d'être totalement refait.

## Monoplaces en lice
- Ferrari 500 « Usine »

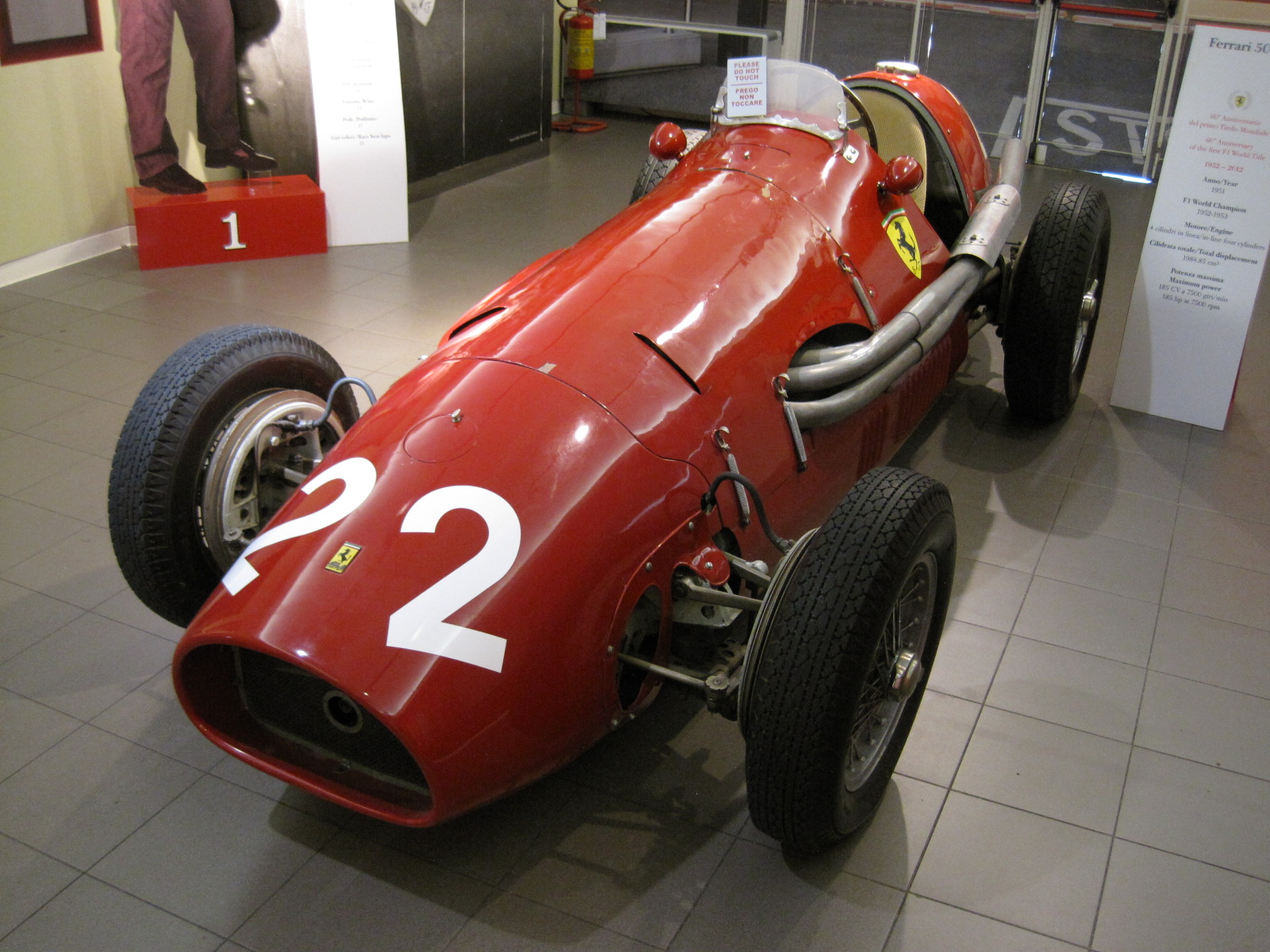
Malgré la menace Maserati, la Ferrari 500 F2 continue à dominer les Grands Prix.

La Scuderia Ferrari a engagé quatre Ferrari 500 pour ses pilotes habituels : les Italiens Alberto Ascari, Luigi Villoresi, Giuseppe Farina et le jeune espoir britannique Mike Hawthorn. Équipée d'un quatre cylindres développant plus de 180 chevaux à 7500 tr/min, la 500 F2 n'est pas la plus puissante du plateau mais, bénéficiant d'un excellent châssis (bonne répartition des masses, pont De Dion), elle domine ses concurrentes dans les domaines de la motricité, du freinage et de la tenue  en courbe. Le pilote français Louis Rosier pilote ici sa 500 personnelle, moins puissante (170 chevaux) que les versions "usine" car bridée à 6500 tr/min.
- Maserati A6SSG « Usine »

Évolution de la Maserati A6GCM, également appelée Maserati A6GCM « Interim », l'A6SSG débute ici en championnat. Son moteur six cylindres à double allumage développe 190 chevaux à 7500 tr/min, autorisant une excellente vitesse de pointe. Cette monoplace de 580 kg est équipée d'un pont arrière rigide, un handicap en motricité en tenue de route par rapport à sa principale rivale, la Ferrari 500. Quatre monoplaces sont présentes, trois engagées par l'usine pour Juan Manuel Fangio, José Froilán González et le vétéran Felice Bonetto, la quatrième étant la voiture personnelle d'Emmanuel de Graffenried, dont la préparation est assurée par la Scuderia Platé.
- Gordini T16 « Usine »

Quatre monoplaces T16 (six cylindres - environ 160 chevaux) sont engagées par l'équipe Gordini, dont la monoplace personnelle de l'Américain Fred Wacker. Les trois autres, propriété de l'usine, sont attribuées à Harry Schell, Maurice Trintignant et Roberto Mieres, Jean Behra étant toujours en convalescence après son accident lors du dernier Grand Prix de Pau.
- Connaught A « Usine »

Absente lors de l'épreuve inaugurale, l'équipe Connaught aligne trois « Type A » pour Stirling Moss, Roy Salvadori et Kenneth McAlpine, l'Écurie Belge ayant engagé une quatrième voiture pour Johnny Claes. Équipées d'un moteur quatre cylindres Lea Francis, les Connaught disposent d'environ 150 chevaux, une puissance insuffisante pour ces monoplaces handicapées par un poids assez élevé.
- HWM 53 « Usine »

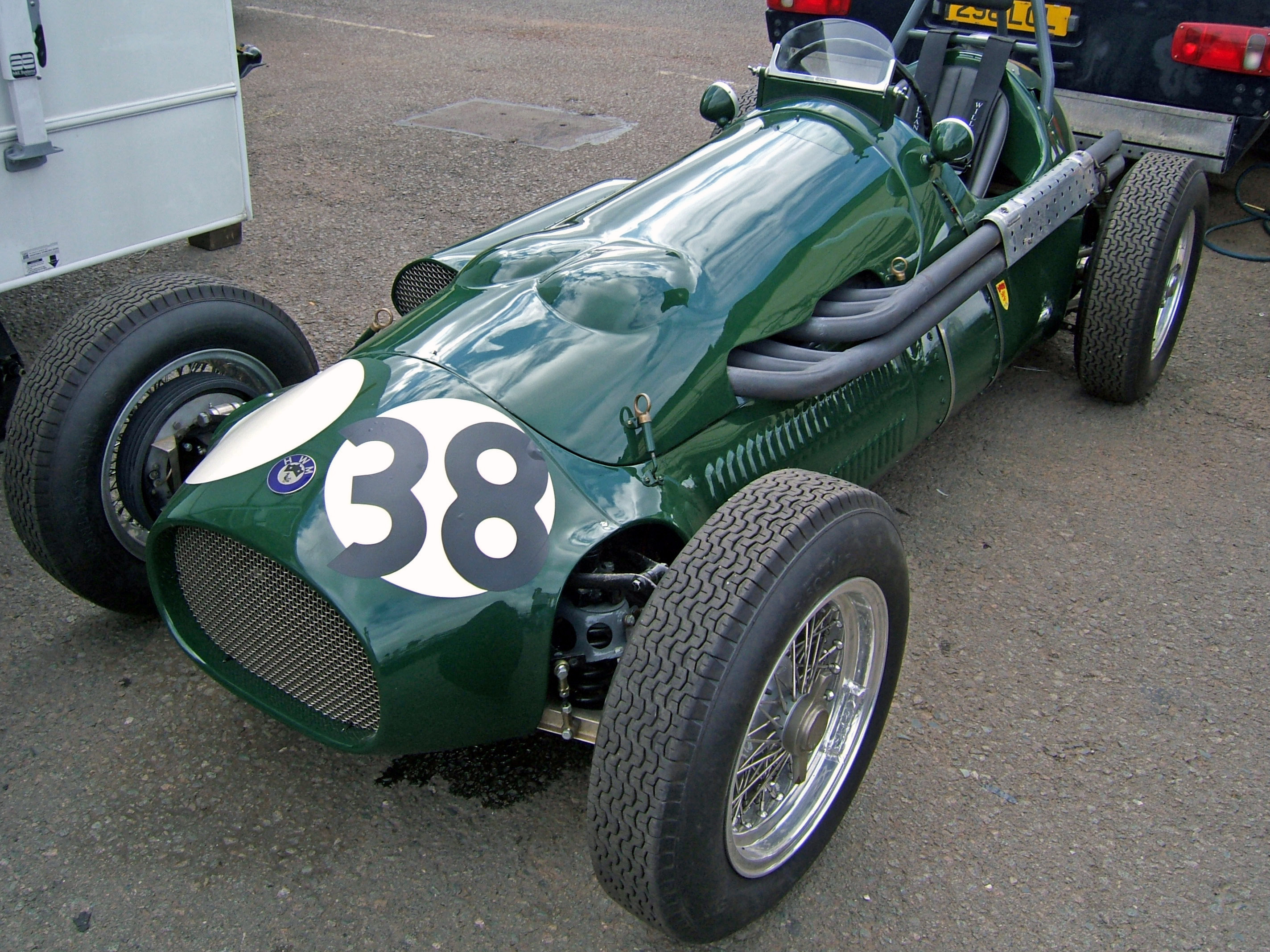
Une HWM 53, évolution du type 52. Ce modèle est utilisé en course historique, imposant l'ajout d'un harnais et d'un arceau de sécurité.

Tout comme Connaught, l'équipe britannique HWM a fait l'impasse sur le Grand Prix d'Argentine, et l'épreuve de Zandvoort constitue la première apparition au championnat des modèles 53. Par rapport au modèle 52, la voiture est plus basse et plus courte, et le moteur Alta, dont la culasse est désormais préparée par Weslake, développe 160 chevaux à 6100 tr/min, un gain de 10 chevaux par rapport à la saison précédente. Malgré ces améliorations, HWM ne peut espérer inquiéter les monoplaces italiennes. Sur les deux voitures engagées, on retrouve les pilotes habituels Peter Collins et Lance Macklin.
- Cooper T23

Le Britannique Ken Wharton a engagé à titre privé une toute nouvelle Cooper T23, mue par un moteur Bristol développant environ 150 chevaux. Contrairement à la T20 utilisée la saison précédente, cette monoplace dispose d'un châssis entièrement tubulaire. L'atout principal de la Cooper est son poids réduit, mais son manque de puissance ne lui permet pas de jouer les premiers rôles.

## Coureurs inscrits
| no | Pilote                  | Écurie                    | Constructeur | Châssis        | Moteur         | Pneumatiques |
| -- | ----------------------- | ------------------------- | ------------ | -------------- | -------------- | ------------ |
| 2  | Alberto Ascari          | Scuderia Ferrari          | Ferrari      | Ferrari 500    | Ferrari L4     | P            |
| 4  | Luigi Villoresi         | Scuderia Ferrari          | Ferrari      | Ferrari 500    | Ferrari L4     | P            |
| 6  | Giuseppe Farina         | Scuderia Ferrari          | Ferrari      | Ferrari 500    | Ferrari L4     | P            |
| 8  | Mike Hawthorn           | Scuderia Ferrari          | Ferrari      | Ferrari 500    | Ferrari L4     | P            |
| 10 | Louis Rosier            | Écurie Rosier             | Ferrari      | Ferrari 500    | Ferrari L4     | D            |
| 12 | Juan Manuel Fangio      | Officine Alfieri Maserati | Maserati     | Maserati A6SSG | Maserati L6    | P            |
| 14 | José Froilán González   | Officine Alfieri Maserati | Maserati     | Maserati A6SSG | Maserati L6    | P            |
| 16 | Felice Bonetto          | Officine Alfieri Maserati | Maserati     | Maserati A6SSG | Maserati L6    | P            |
| 18 | Emmanuel de Graffenried | Privé                     | Maserati     | Maserati A6SSG | Maserati L6    | P            |
| 20 | Harry Schell            | Equipe Gordini            | Gordini      | Gordini T16    | Gordini L6     | E            |
| 22 | Roberto Mieres          | Equipe Gordini            | Gordini      | Gordini T16    | Gordini L6     | E            |
| 24 | Maurice Trintignant     | Equipe Gordini            | Gordini      | Gordini T16    | Gordini L6     | E            |
| 26 | Roy Salvadori           | Connaught Engineering     | Connaught    | Connaught A    | Lea Francis L4 | D            |
| 28 | Kenneth McAlpine        | Connaught Engineering     | Connaught    | Connaught A    | Lea Francis L4 | D            |
| 30 | Johnny Claes            | Écurie Belge              | Connaught    | Connaught A    | Lea Francis L4 | D            |
| 32 | Ken Wharton             | Privé                     | Cooper       | Cooper T23     | Bristol L6     | D            |
| 34 | Stirling Moss           | Connaught Engineering     | Connaught    | Connaught A    | Lea Francis L4 | D            |
| 36 | Peter Collins           | HW Motors                 | HWM          | HWM 53         | Alta L4        | D            |
| 38 | Lance Macklin           | HW Motors                 | HWM          | HWM 53         | Alta L4        | D            |
| 40 | Fred Wacker             | Equipe Gordini            | Gordini      | Gordini T16    | Gordini L6     | E            |

## Qualifications
Les essais qualificatifs se déroulent le vendredi et le samedi précédant la course. Très rapidement, le revêtement trop neuf pose problème, le goudron n'étant pas assez sec, et les pilotes doivent composer avec des projections de gravier et de sable. Les nouvelles Maserati se montrent aussi rapides en pointe que les Ferrari, mais ces dernières bénéficient d'une meilleure motricité et d'un meilleur freinage, deux atouts important sur ce circuit assez sinueux. Alberto Ascari se montre une nouvelle fois le plus rapide, loin toutefois de sa performance de 1952, le mauvais revêtement affectant passablement les temps au tour. Malgré une monoplace un peu moins agile, Juan Manuel Fangio utilise toutes les ficelles du métier et parvient à établir le deuxième meilleur temps sur sa Maserati, devançant les Ferrari de Giuseppe Farina et Luigi Villoresi. Sur la seconde Maserati, José Froilán González est cinquième, près d'une seconde et demie derrière son prestigieux coéquipier.
L'équipe Gordini ne peut aligner que trois des quatre monoplaces engagées : en effet, Roberto Mieres casse rapidement son moteur et doit utiliser celui de réserve, tandis que le moteur de la monoplace de Fred Wacker est monté sur celle d'Harry Schell, à la suite d'un bris de distribution ayant endommagé les pistons. Wacker est ainsi écarté du meeting avant d'avoir pu réaliser un temps de qualification.
| Pos. | no | Pilote                  | Écurie         | Temps        | Écart    |
| ---- | -- | ----------------------- | -------------- | ------------ | -------- |
| 1    | 2  | Alberto Ascari          | Ferrari        | 1 min 51 s 1 |          |
| 2    | 12 | Juan Manuel Fangio      | Maserati       | 1 min 52 s 7 | + 1 s 6  |
| 3    | 6  | Giuseppe Farina         | Ferrari        | 1 min 53 s 0 | + 1 s 9  |
| 4    | 4  | Luigi Villoresi         | Ferrari        | 1 min 53 s 7 | + 2 s 6  |
| 5    | 14 | José Froilán González   | Maserati       | 1 min 54 s 1 | + 3 s 0  |
| 6    | 8  | Mike Hawthorn           | Ferrari        | 1 min 54 s 9 | + 3 s 8  |
| 7    | 18 | Emmanuel de Graffenried | Maserati       | 1 min 58 s 7 | + 7 s 6  |
| 8    | 10 | Louis Rosier            | Ferrari        | 1 min 59 s 5 | + 8 s 4  |
| 9    | 34 | Stirling Moss           | Connaught      | 2 min 00 s 0 | + 8 s 9  |
| 10   | 20 | Harry Schell            | Gordini        | 2 min 00 s 1 | + 9 s 0  |
| 11   | 26 | Roy Salvadori           | Connaught      | 2 min 00 s 5 | + 9 s 4  |
| 12   | 24 | Maurice Trintignant     | Gordini        | 2 min 01 s 2 | + 10 s 1 |
| 13   | 16 | Felice Bonetto          | Maserati       | 2 min 01 s 5 | + 10 s 4 |
| 14   | 28 | Kenneth McAlpine        | Connaught      | 2 min 01 s 9 | + 10 s 8 |
| 15   | 38 | Lance Macklin           | HWM            | 2 min 02 s 4 | + 11 s 3 |
| 16   | 36 | Peter Collins           | HWM            | 2 min 03 s 1 | + 12 s 0 |
| 17   | 30 | Johnny Claes            | Connaught      | 2 min 03 s 9 | + 12 s 8 |
| 18   | 32 | Ken Wharton             | Cooper-Bristol | 2 min 06 s 4 | + 15 s 3 |
| 19   | 22 | Roberto Mieres          | Gordini        | 2 min 08 s 5 | + 17 s 4 |

## Grille de départ du Grand Prix
| 1re ligne | Pos. 3                        |                                | Pos. 2                            |                                 | Pos. 1                           |
|           | Farina Ferrari 1 min 53 s 0   |                                | Fangio Maserati 1 min 52 s 7      |                                 | Ascari Ferrari 1 min 51 s 1      |
| 2e ligne  |                               | Pos. 5                         |                                   | Pos. 4                          |                                  |
|           |                               | González Maserati 1 min 54 s 1 |                                   | Villoresi Ferrari 1 min 53 s 7  |                                  |
| 3e ligne  | Pos. 8                        |                                | Pos. 7                            |                                 | Pos. 6                           |
|           | Rosier Ferrari 1 min 59 s 5   |                                | Graffenried Maserati 1 min 58 s 7 |                                 | Hawthorn Ferrari 1 min 54 s 9    |
| 4e ligne  |                               | Pos. 10                        |                                   | Pos. 9                          |                                  |
|           |                               | Schell Gordini 2 min 00 s 1    |                                   | Moss Connaught 2 min 00 s 0     |                                  |
| 5e ligne  | Pos. 13                       |                                | Pos. 12                           |                                 | Pos. 11                          |
|           | Bonetto Maserati 2 min 01 s 5 |                                | Trintignant Gordini 2 min 01 s 2  |                                 | Salvadori Connaught 2 min 00 s 5 |
| 6e ligne  |                               | Pos. 15                        |                                   | Pos. 14                         |                                  |
|           |                               | Macklin HWM 2 min 02 s 4       |                                   | McAlpine Connaught 2 min 01 s 9 |                                  |
| 7e ligne  | Pos. 18                       |                                | Pos. 17                           |                                 | Pos. 16                          |
|           | Wharton Cooper 2 min 06 s 4   |                                | Claes Connaught 2 min 03 s 9      |                                 | Collins HWM 2 min 03 s 1         |
| 8e ligne  |                               |                                |                                   | Pos. 19                         |                                  |
|           |                               |                                |                                   | Mieres Gordini 2 min 08 s 5     |                                  |

## Déroulement de la course

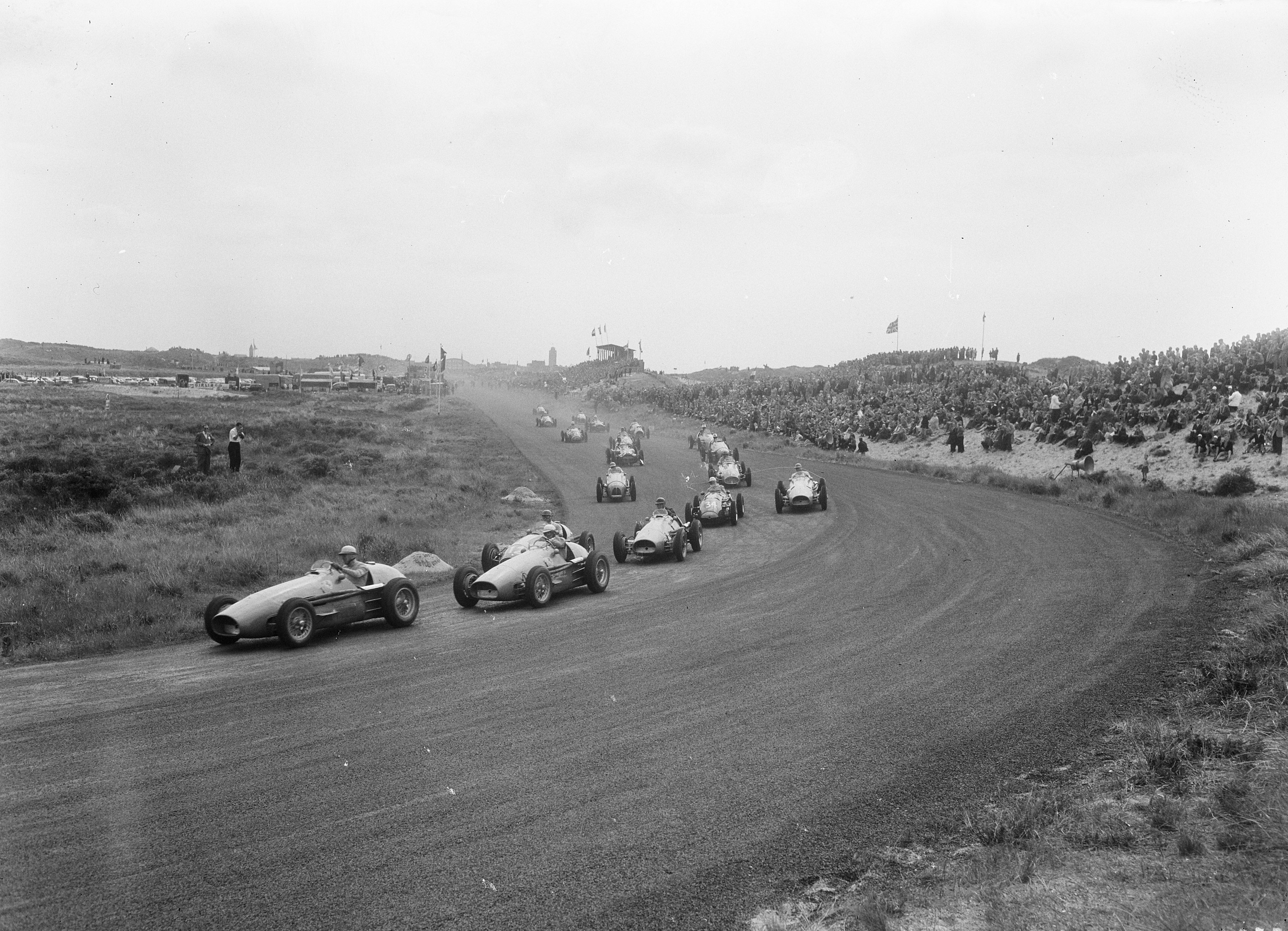
Premier virage du Grand Prix des Pays-Bas : alors que la Ferrari d'Alberto Ascari est déjà passée, ses coéquipiers Luigi Villoresi et Giuseppe Farina virent devant la Maserati de Juan Manuel Fangio.

Le temps est chaud et ensoleillé au moment où sont libérées les dix-neuf monoplaces. Alberto Ascari (Ferrari) prend immédiatement l'avantage, tandis que Juan Manuel Fangio (Maserati), second sur la grille, se fait déborder par les Ferrari de Luigi Villoresi et Giuseppe Farina. Au premier passage devant les stands, Ascari compte déjà deux secondes d'avance sur Villoresi. Viennent ensuite, groupés, Farina, Fangio, Mike Hawthorn (Ferrari) et Emmanuel de Graffenried (Maserati). La Connaught de Stirling Moss emmène le reste du peloton. Qualifié en seconde ligne sur la seconde Maserati, José Froilán González a complètement manqué son départ et navigue en quatorzième position.
Ascari prend rapidement le large : après dix tours, il compte déjà une dizaine de secondes d'avance sur ses coéquipiers Villoresi et Farina, ce dernier venant de s'emparer de la seconde place. Les Ferrari s'avèrent supérieures aux Maserati en tenue de route et freinage; malgré une attaque permanente, Fangio n'est pas parvenu à garder le contact avec les pilotes italiens, et roule isolé en quatrième position. Quant à González, il a effectué une impressionnante remontée jusqu'à la sixième place et commence à se rapprocher de la quatrième Ferrari, pilotée par Hawthorn. Au début du vingt-troisième tour, le pilote argentin est dans les roues du Britannique et s'apprête à le dépasser, lorsque le pont arrière de la Maserati éclate. L'incident survenant peu après l'épingle de Tarzan, González rejoint rapidement son stand à pied et va pouvoir repartir sur la voiture de son coéquipier Felice Bonetto, alors huitième, qui lui cède son volant à la fin du vingt-cinquième tour.
En tête, les positions restent stables. Ascari maintient une avance d'une vingtaine de secondes sur Farina et Villoresi, toujours à la lutte pour la seconde place. Fangio continue de perdre régulièrement du terrain sur les trois Ferrari de pointe, mais parvient à maintenir à distance celle d'Hawthorn, qui roule isolé en cinquième position. Graffenried et Harry Schell sont beaucoup plus loin, menacés par González qui fait preuve d'une combativité exemplaire, bien que comptant plus d'un tour de retard. Il se dédouble bientôt d'Hawthorn, puis se débarrasse de Schell (trente-troisième tour) et de Graffenried trois rondes plus tard. Le voilà revenu sixième, puis cinquième son coéquipier Fangio abandonnant au trente-septième tour, transmission cassée.
Les quatre Ferrari contrôlent désormais la course. Malgré un revêtement trop neuf qui commence à se désagréger, Ascari Farina et Villoresi améliorent le record du tour. Villoresi reprend la seconde place à Farina peu avant la mi-course, mais ce dernier reprendra sa position quelques boucles plus tard, le duel entre ces deux hommes restant extrêmement serré et maintenant l'intérêt de l’épreuve. Hawthorn, quatrième, compte une avance considérable sur la Maserati de González, qui cependant continue à demander le maximum à sa machine. Dans sa lutte fratricide avec son coéquipier, Villoresi porte le record à près de 134 km/h à son cinquante-neuvième passage (ce sera le meilleur temps de la journée), mais va devoir abandonner huit tours plus tard (problèmes de carburation).
Hawthorn est maintenant troisième derrière Ascari et Farina, mais son avance sur González s'est considérablement réduite. Ce dernier parvient à revenir dans ses roues, puis le dépasse à onze tours de la fin. Au prix d'une attaque incessante, l'Argentin a repris un tour complet au jeune pilote Ferrari ! La course se termine dans cet ordre, Ascari emportant une nouvelle victoire devant Farina et un étonnant González. Après l'arrivée, Nello Ugolini, directeur sportif de la Scuderia Ferrari, reprochera d'ailleurs à Hawthorn (quatrième) de n'avoir pas fait le maximum pour défendre sa troisième place, ce à quoi le pilote britannique rétorquera que le stand ne lui avait donné aucune indication durant la course !

### Classements intermédiaires
Classements intermédiaires des monoplaces aux premier, cinquième, dixième, vingtième, trentième, quarantième, soixantième, soixante-dixième et quatre-vingtième tours.

### Classement de la course

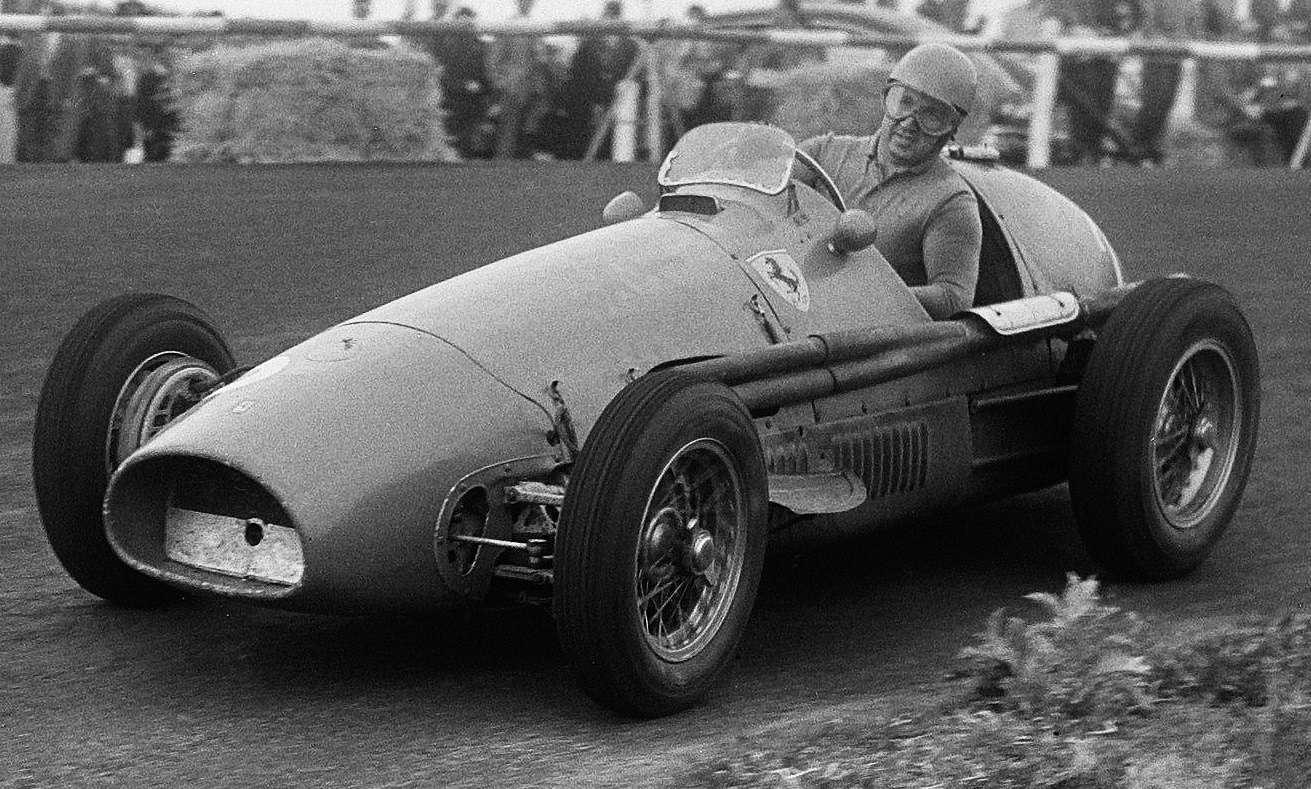
La Ferrari victorieuse d'Alberto Ascari. Le champion italien a mené la course de bout en bout.

| Pos  | No | Pilote                               | Écurie                | Tours | Temps/Abandon                 | Grille | Points |
| ---- | -- | ------------------------------------ | --------------------- | ----- | ----------------------------- | ------ | ------ |
| 1    | 2  | Alberto Ascari                       | Ferrari               | 90    | 2 h 53 min 35 s 8             | 1      | 8      |
| 2    | 6  | Nino Farina                          | Ferrari               | 90    | 2 h 53 min 46 s 2 (+ 10 s 4)  | 3      | 6      |
| 3    | 16 | Felice Bonetto José Froilán González | Maserati              | 89    | 2 h 53 min 54 s 2 (+ 1 tour)  | 13     | 2      |
| 4    | 8  | Mike Hawthorn                        | Ferrari               | 89    | 2 h 54 min 08 s 3 (+ 1 tour)  | 6      | 3      |
| 5    | 18 | Toulo de Graffenried                 | Maserati              | 88    | 2 h 55 min 27 s 7 (+ 2 tours) | 7      | 2      |
| 6    | 24 | Maurice Trintignant                  | Gordini               | 87    | 2 h 53 min 47s 0 (+ 3 tours)  | 12     |        |
| 7    | 10 | Louis Rosier                         | Ferrari               | 86    | + 4 tours                     | 8      |        |
| 8    | 36 | Peter Collins                        | HWM-Alta              | 84    | + 6 tours                     | 16     |        |
| 9    | 34 | Stirling Moss                        | Connaught-Lea Francis | 83    | + 7 tours                     | 9      |        |
| Abd. | 4  | Luigi Villoresi                      | Ferrari               | 67    | Accélérateur                  | 4      | 1      |
| Abd. | 28 | Kenneth McAlpine                     | Connaught-Lea Francis | 63    | Moteur                        | 14     |        |
| Abd. | 20 | Harry Schell                         | Gordini               | 59    | Transmission                  | 10     |        |
| Nc.  | 30 | Johnny Claes                         | Connaught-Lea Francis | 52    | Non classé                    | 17     |        |
| Abd. | 12 | Juan Manuel Fangio                   | Maserati              | 36    | Transmission                  | 2      |        |
| Abd. | 22 | Roberto Mieres                       | Gordini               | 28    | Transmission                  | 19     |        |
| Abd. | 14 | José Froilán González                | Maserati              | 22    | Transmission                  | 5      |        |
| Abd. | 32 | Ken Wharton                          | Cooper-Bristol        | 19    | Moteur                        | 18     |        |
| Abd. | 26 | Roy Salvadori                        | Connaught-Lea Francis | 14    | Moteur                        | 11     |        |
| Abd. | 38 | Lance Macklin                        | HWM-Alta              | 7     | Accélérareur                  | 15     |        |

Légende:
- Abd.=Abandon

### Pole position et record du tour
- Pole position :  Alberto Ascari en 1 min 51 s 1 (vitesse moyenne : 135,867 km/h).
- Meilleur tour en course :  Luigi Villoresi en 1 min 52 s 8 (vitesse moyenne : 133,819 km/h) au cinquante-neuvième tour.

### Tours en tête
- Alberto Ascari : 90 tours (1-90)

## Classement général à l'issue de la course
- attribution des points : 8, 6, 4, 3, 2 respectivement aux cinq premiers de chaque épreuve et 1 point supplémentaire pour le pilote ayant accompli le meilleur tour en course (signalé par un astérisque)
- Le règlement permet aux pilotes de se relayer sur une même voiture, les points éventuellement acquis étant alors partagés. Sam Hanks et Duane Carter marquent chacun deux points pour leur troisième place à Indianapolis, Fred Agabashian et Paul Russo marquent chacun un point et demi pour leur quatrième place dans cette même course, Felice Bonetto et José Froilán González marquent chacun deux points pour leur troisième place aux Pays-Bas.
- Sur dix épreuves qualificatives prévues pour le championnat du monde 1953, neuf seront effectivement courues : en septembre les organisateurs du Grand Prix d'Espagne (programmé le 26 octobre) annuleront l'épreuve à la suite de l'annonce du forfait de la Scuderia Ferrari pour cette course[10].

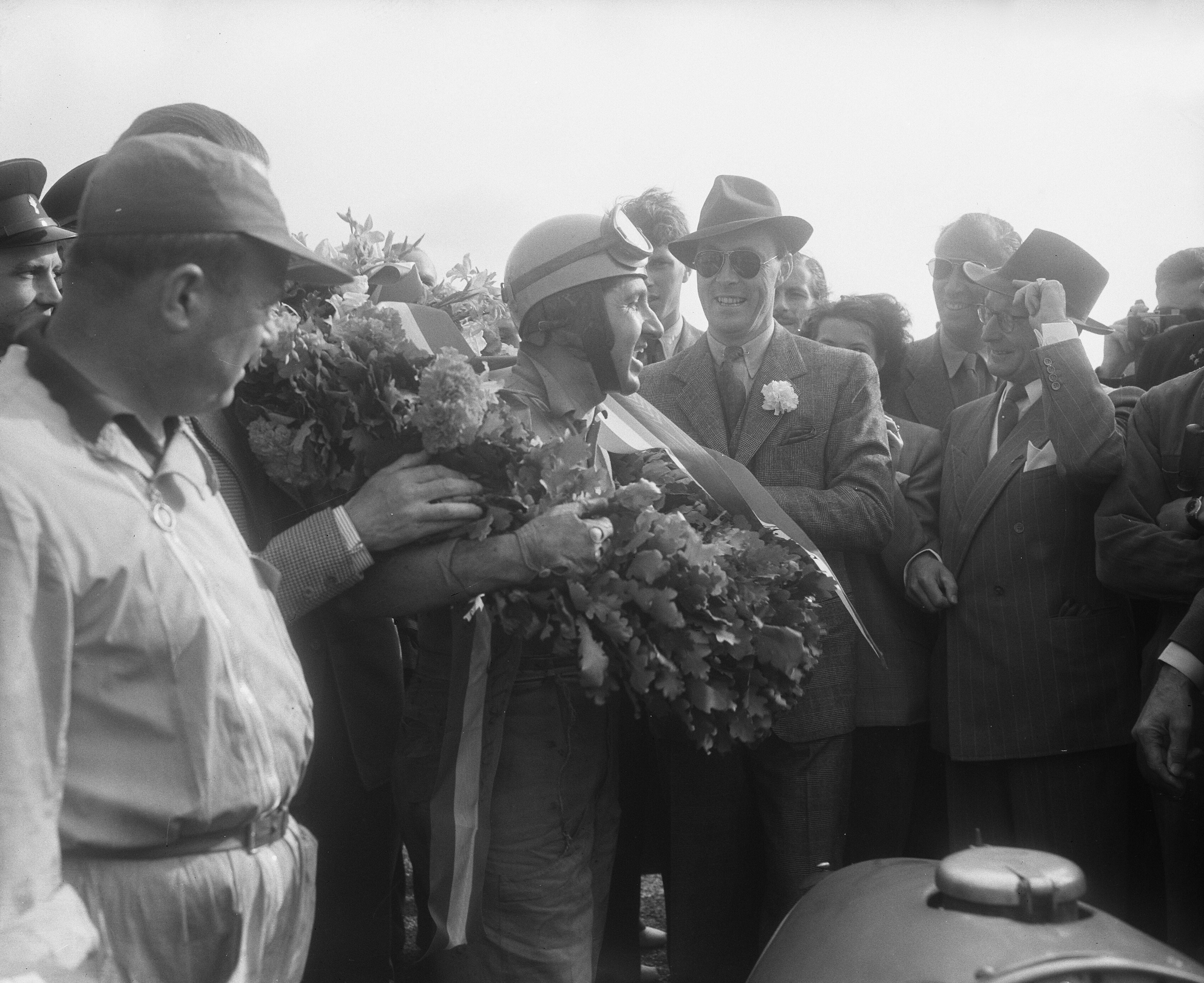
Grâce à sa victoire aux Pays-Bas, Alberto Ascari conforte sa position en tête du championnat du monde.

| Pos. | Pilote                  | Écurie       | Points | ARG | 500 | NL | BEL | FRA | GBR | ALL | SUI | ITA | ESP |
| ---- | ----------------------- | ------------ | ------ | --- | --- | -- | --- | --- | --- | --- | --- | --- | --- |
| 1    | Alberto Ascari          | Ferrari      | 17     | 9*  | -   | 8  |     |     |     |     |     |     |     |
| 2    | Bill Vukovich           | Kurtis Kraft | 9      | -   | 9*  | -  |     |     |     |     |     |     |     |
| 3    | Luigi Villoresi         | Ferrari      | 7      | 6   | -   | 1* |     |     |     |     |     |     |     |
| 4    | Art Cross               | Kurtis Kraft | 6      | -   | 6   | -  |     |     |     |     |     |     |     |
|      | Giuseppe Farina         | Ferrari      | 6      | -   | -   | 6  |     |     |     |     |     |     |     |
|      | José Froilán González   | Maserati     | 6      | 4   | -   | 2  |     |     |     |     |     |     |     |
|      | Mike Hawthorn           | Ferrari      | 6      | 3   | -   | 3  |     |     |     |     |     |     |     |
| 8    | Sam Hanks               | Kurtis Kraft | 2      | -   | 2   | -  |     |     |     |     |     |     |     |
|      | Duane Carter            | Kurtis Kraft | 2      | -   | 2   | -  |     |     |     |     |     |     |     |
|      | Felice Bonetto          | Maserati     | 2      | -   | -   | 2  |     |     |     |     |     |     |     |
|      | Oscar Alfredo Gálvez    | Maserati     | 2      | 2   | -   | -  |     |     |     |     |     |     |     |
|      | Jack McGrath            | Kurtis Kraft | 2      | -   | 2   | -  |     |     |     |     |     |     |     |
|      | Emmanuel de Graffenried | Maserati     | 2      | -   | -   | 2  |     |     |     |     |     |     |     |
| 14   | Fred Agabashian         | Kurtis Kraft | 1,5    | -   | 1,5 | -  |     |     |     |     |     |     |     |
|      | Paul Russo              | Kurtis Kraft | 1,5    | -   | 1,5 | -  |     |     |     |     |     |     |     |

## À noter
- 10e victoire en championnat du monde pour Alberto Ascari.
- 12e victoire en championnat du monde pour Ferrari en tant que constructeur.
- 12e victoire en championnat du monde pour Ferrari en tant que motoriste.
- Voiture copilotée : no 16 Felice Bonetto (25 tours) puis José Froilán González (64 tours). Ils se partagent les points de la 3e place.